# Montesquieu-Lauragais
Montesquieu-Lauragais – miejscowość i gmina we Francji, w regionie Oksytania, w departamencie Górna Garonna.
Według danych na rok 1990 gminę zamieszkiwały 742 osoby, a gęstość zaludnienia wynosiła 30 osób/km² (wśród 3020 gmin regionu Midi-Pireneje Montesquieu-Lauragais plasuje się na 444. miejscu pod względem liczby ludności, natomiast pod względem powierzchni na miejscu 418.).